# Vivero (Murias de Paredes)
Vivero es una localidad española que forma parte del municipio de Murias de Paredes, en la provincia de León, comunidad autónoma de Castilla y León.

## Geografía

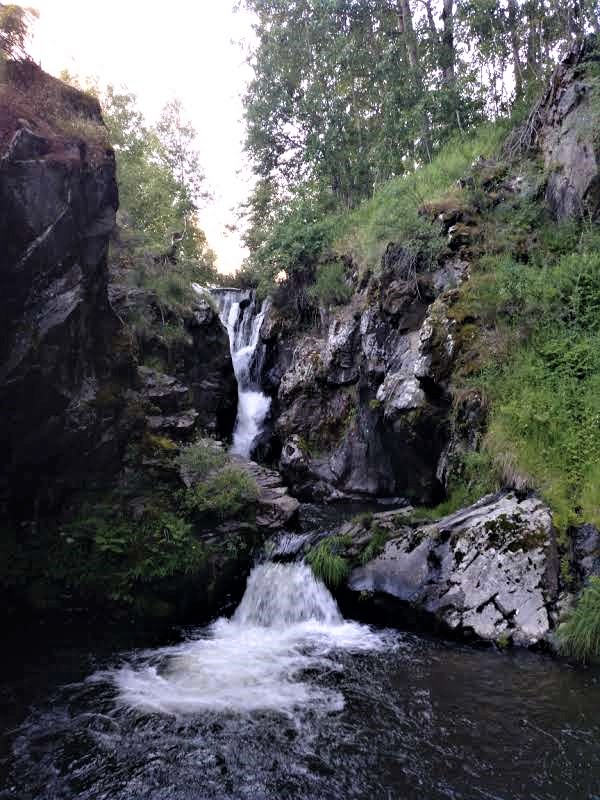
Pozo de la Ollina

### Ubicación
| Noroeste: Villablino    | Norte: El Villar de Santiago | Noreste: Los Bayos         |
| Oeste: Palacios del Sil |                              | Este: Los Bayos            |
| Suroeste Salientes      | Sur: Montrondo               | Sureste: Murias de Paredes |

## Demografía
Evolución de la población
| Gráfica de evolución demográfica de Vivero entre 2000 y 2017       |
|                                                                    |
| Población de derecho (2000-2017) según el padrón municipal del INE |